# 照射線量
照射線量（しょうしゃせんりょう、英語：exposure）は、乾燥空気に対する電離能力で定義されたX線やγ線の線量（放射線の作用とその影響の因果関係を定量的に論ずるとき、原因の大きさを記述する量）である。照射線量は、自由空気電離箱(free air chamber)で測定される量を1928年に国際的な共通単位として導入した最も歴史のある線量である。現在では、X線やγ線が「仮想的に」乾燥空気に作用したときに発生する二次電子を、「仮想的に」乾燥空気で満たされた空間に放ったとき生成する電離電荷量とX線やγ線が作用した仮想的な空気の質量との比で定義される。1962年以降の照射線量は、X線やγ線と空気の仮想的な相互作用を考えるため、空気中以外の場所（たとえば、水中や真空中）でも定義でき、線量を定義する場所で二次電子平衡が成立するか否かにも影響されない量として定義されている。

## 定義
計量法における定義は次の通りである。

## 単位
国際単位系におけるSI単位はクーロン毎キログラム (C/kg) である。
非SI単位であるCGS静電単位系における単位は esu/cm3 に等しいレントゲン (R) である。
この2つの関係は、
1 R = （正確に）2.58×10−4 C/kg
したがって、
1 C/kg = 約 3875.969 R
と換算される。

## 他の物理量との関係
近年、空気衝突カーマ（collision air kerma：単位グレイ（Gy）。1 Gy = 1 J/kg）を照射線量の代わりに用いる例が増えている。空気衝突カーマは、厳密には照射線量の電離電荷密度を電離過程で消費したエネルギーの密度に換算した量ではないが、エネルギーが数keV未満や数MeV以上のX線を除き、両者の数値的な差異は1%未満なので、同一視が可能である。「（空中）空気吸収線量：absorbed dose in free air」という用語を用いる例があるが、空気中では二次電子平衡の状態が確定しないので、照射線量や空気衝突カーマが同じ値をとる場所でも、空気の吸収線量はさまざまな値をとり得るので、適切な用語ではない。